# Залізничний сільський округ
Залізни́чний сільський округ (каз. Теміржол ауылдық округі, рос. Железнодорожный сельский округ) — адміністративна одиниця у складі Екібастузької міської адміністрації Павлодарської області Казахстану. Адміністративний центр — село Кулаколь.
Населення — 1253 особи (2021; 1408 у 2009, 1557 у 1999, 2278 у 1989).
Станом на 1989 рік існували Залізнична сільська рада (села Бригада колхоза, Кулаколь, селище Тукубай) та Кудайкольська сільська рада (села Карасор, Кудайколь, Шийлі) колишнього Екібастузького району. 2017 року до складу округу була включена територія ліквідованого Кудайкольського сільського округу.

## Склад
До складу округу входять такі населені пункти:
| Населений пункт    | Старі назви      | Населення, осіб (1989) | Населення, осіб (1999) | Населення, осіб (2009) | Населення, осіб (2021) |
| ------------------ | ---------------- | ---------------------- | ---------------------- | ---------------------- | ---------------------- |
| Відділення 3, село | Бригада колгоспу | 105                    | 100                    | 126                    | 100                    |
| Карасор, село      | -                | 529                    | 440                    | 318                    | 310                    |
| Кудайколь, село    | -                | 994                    | 607                    | 481                    | 387                    |
| Кулаколь, село     | -                | 462                    | 410                    | 483                    | 456                    |
| Тукубай, селище    | -                | 18                     | -                      | -                      | -                      |
| Шийлі, село        | -                | 170                    | -                      | -                      | -                      |